# 스카트 (브랜드)
스카트 페이퍼 컴퍼니(Scott Paper Company)는 22개국에서 사업을 운영하는 세계 최대의 생리대 제품 제조업체이자 판매업체였다.
대한민국에서는 쌍용그룹이 이 회사와 합작하여 쌍용C&B의 전신인 SsangYong-Scott 사를 창립하였다. 제품은 스카트(구. 스카티), Cottonelle, Baby Fresh, 스코텍스 및 비바를 포함하여 잘 알려진 다양한 브랜드 이름으로 판매되었다. 이 중 스카티와 비바은 쌍용그룹에서 면허생산 하였다. 참고로 쌍용스카티는 이후 쌍용제지에 합병되었다.
1994년 소비자 및 상업 제품의 통합 매출은 약 36억 달러였다
이 회사는 1995년 Kimberly-Clark Corporation에 인수되었다 이후 쌍용제지는 브랜드 만료로 독자 브랜드인 코디로 현재까지 이어져오고 있다. 현재 스카트 및 비바를 포함한 이쪽 계열 브랜드는 한국에서는 유한킴벌리가 면허생산이나 수입 판매한다.

## 같이 보기
- 크리넥스
- 킴벌리-클라크